# Portrait de Cosme Ier de Médicis
Le Portrait de Cosme Ier de Médicis est une peinture de l'artiste italien Agnolo di Cosimo, plus connu sous le nom de Bronzino. Achevé en 1545, il est conservé à la Galerie des Offices de Florence.

## Description et histoire
Dans son statut de peintre de la cour des Médicis, Bronzino était l'auteur de plusieurs portraits du Grand-Duc Cosme Ier de Médicis. Dans celui-ci, Cosme est représenté dans ses jeunes années et, selon les mots de Vasari, « vêtu avec une armure blanche et une main sur le casque ». Le portrait a été identifié comme exécuté dans la Villa de Poggio a Caiano en 1545, et mentionné dans plusieurs lettres.
Le portrait est conçu pour montrer le tempérament dominant et fier du grand-duc, avec la lumière qui brille sur son visage et sur l'armure métallique.
Le portrait célèbre une grande victoire diplomatique pour le duc. Il s'est enfin débarrassé des garnisons espagnoles qui avaient paralysé son règne pendant longtemps. Il faut se rappeler que les Médicis ont seulement repris le pouvoir en raison de Charles V. Celui ci avait laissé les garnisons espagnoles stationnées à Florence prendre soin de sa « possession ». C'est aussi une affirmation de la continuité dynastique.
Ce succès diplomatique a été réalisé en 1543, quand, en contrepartie d'une somme d'argent (Charles V avait besoin de fonds pour lutter contre les Protestants d'Europe du nord), le duc a obtenu l'évacuation des garnisons stationnées à Florence.